# Morskie Oko (jezioro w powiecie chodzieskim)
Morskie Oko – jezioro w woj. wielkopolskim, w powiecie chodzieskim, w gminie wiejskiej Chodzież, leżące na terenie Pojezierza Chodzieskiego.

## Dane morfometryczne
Powierzchnia według różnych źródeł wynosi od 2,0 ha do 2,83 ha (lustra wody) lub 3,82 ha (ogólna).
Zwierciadło wody położone jest na wysokości 67,6 m n.p.m.

## Hydronimia
Według spisu opracowanego przez Komisję Nazw Miejscowości i Obiektów Fizjograficznych (KNMiOF) nazwa tego jeziora to Morskie Oko. W niektórych publikacjach jezioro to występuje pod nazwą Lin lub oboczną Linie.
Dane z państwowego rejestru nazw geograficznych podają zestandaryzowaną nazwę Morskie Oko i nie podają nazw obocznych tego jeziora.